# Sirohème
Le sirohème est le cofacteur, structurellement proche de l'hème, de certaines enzymes réalisant la réduction à six électrons du soufre et de l'azote. Il est biosynthétisé à partir de l'uroporphyrinogène III.